# 邹家花园
邹家花园是位于浙江省绍兴市的一处清代私家园林，位于古城南部的越城区塔山街道若耶溪28号。
邹家花园是绍兴市越城区尚存的唯一一处清代私家园林，坐南朝北，花园布局精妙，曲径通幽。2002年，谢家台门公布为绍兴市文物保护单位。
2020年，越城区文化广电旅游局文物保护部门对年久失修的邹家花园进行修缮施工，更换糟朽严重的大木作构件，